# 이오젠촌
이오젠촌(医王山村)은 이시카와현 가호쿠군에 있던 촌이다.

## 지리
- 현재의 가나자와시 남동부에 위치하며, 도야마현 난토시와 인접해 있다.
- 현재 이시카와현 도로 27호 가나자와 이바선이 촌을 지나고 있다.

## 역사
- 1889년 4월 1일 - 정촌제 시행에 의해 5개 촌의 구역을 가지고 이오젠촌이 성립하였다.
- 1907년 8월 10일 - 가나우라촌, 유노타니촌, 이오젠촌이 합병해 아사카와촌이 성립하였다.